# Pedro García
Pour les articles homonymes, voir Pedro García (homonymie) et García.
Pedro García Aspillaga (né le 7 octobre 1960) est un médecin et homme politique chilien. Ministre de la Santé de 2003 au 11 mars 2006.